# TOKYOジャンボリー'83
『TOKYOジャンボリー'83』(Tokyo Jumboree '83)は、日本のカントリー・ミュージシャン達が出演したTOKYOジャンボリーの模様を収録した2枚組のライブ・アルバム。1983年9月22日に行われたコンサート「TOKYOジャンボリー'83: Nostalgic Country Night」の模様を収録、同年に東芝EMIからリリースされた。企画は和田誠司。

## 収録曲
Disk 1
- Side 1

1. テキサス・プレイボーイズ・ラグ - Texas Playboys' Rag
2. メドレー - Medley: 
  - a) フォルサム・プリズン・ブルース - Folsom Prison Blues
  - b) アイ・フォゴット・トゥ・リメンバー・トゥ・フォゲット - I Forgot to Remember to Forget
  - c) スー・シティー・スー - Sioux City Sue
  - d) ホンキー・トンク・エンジェル - It Wasn't God Who Made Honky Tonk Angel
  - e) 涙も涸れて - I Don't Hurt Anymore
  - f) ザ・キャトル・コール - The Cattle Call
  - g) アイ・ゲス・アイム・クレイジー - I Guess I'm Grazy
  - h) アイ・ウォナ・ビー・ウィズ・ユー・オールウェイズ - I Wanna Be with You Always
  - i) 新聞売りのジミー少年 - Jimmie Brown The Newsboy
  - j) タイム・チェンジズ・エヴリシング - Time Changes Everything
  - k) ムーヴィン・オン - I'm Movin' on
3. ハヴ・ユー・エヴァー・ビーン・ロンリー - Have You Ever Been Lonely
4. 星をみつめないで - Don't Let the Stars in Your Eyes
5. スティール・イン・ブルース - Steel in Blues
6. リメンバー・ミー - Remember Me (I'm the One Who Loves You)
7. テネシー・ボーダー - Tennessee Border
8. スピーディン・ウェスト - Speedin' West
9. オレンジ・ブロッサム・スペシャル - Orange Blossom Special

- Side 2

1. サパー・タイム - Suppertime
2. クレイジー・アームズ - Crazy Arms
3. ア・サティスファイド・マインド - A Satisfied Mind
4. オールド・カントリー・チャーチ - Old Country Church
5. ア・フール・サッチ・アズ・アイ - A Fool Such As I
6. スローリー - Slowly
7. スイスの娘 - She Taught Me How to Yodel
8. アイ・ウェント・トゥ・ユア・ウェディング - I Went to Your Wedding
9. ダウン・イン・ザ・ヴァリー - Down in the Valley

Disk 2
- Side 1

1. 北風 - North Wind
2. アイ・ニード・ユア・ラヴ・トゥナイト - I Need Your Love Tonight
3. ザッツ・オールライト・ママ - That's Alright Mama
4. バイ・バイ・ラヴ - Bye Bye Love
5. フォー・ウォールズ - Four Walls
6. バッズ・バウンス - Bud's Bounce
7. カントリー・ガール - Country Girl
8. レット・オールド・マザー・ネイチュアー・ハヴ・ハー・ウェイ - Let Old Mother Nature Have Her Way
9. ディン・ドン・ポルカ - Ding Dong Polka
10. シンギング・ザ・ブルース - Singing the Blues

- Side 2

1. サウス・オブ・ザ・ボーダー - South of the Border
2. バック・イン・ザ・サドル・アゲイン - Back in the Saddle Again
3. バーモント・ラグ - Beaumont Rag
4. サン・アントニオ・ローズ - San Antonio Rose
5. テネシー・ワルツ - Tennessee Waltz
6. メドレー - Medley:
  - a) ムーヴ・イット・オン・オーヴァー - Move It on Over
  - b) マイ・サン・コールズ・アナザー・マン・ダディー - My Son Calls Another Man Daddy
  - c) ハーフ・アズ・マッチ - Half As Much
  - d) ユア・チーティン・ハート - Your Cheatin' Heart
  - e) ゼイル・ネヴァー・テイク・ハー・ラヴ・フロム・ミー - They'll Never Take Her Love from Me
  - f) ロング・ゴーン・ロンサム・ブルース - Long Gone Lonesome Blues
  - g) アイ・ソー・ザ・ライト - I Saw the Light
7. スティール・ギター・ラグ - Steel Guitar Rag

## パーソネル
フィーチャリング・アーティスト
- 黒田美治 (1-1-2k, 1-1-3, 1-1-4, 1-2-8, 2-2-6b)
- ウィリー沖山 (1-1-2f, 1-2-7, 2-2-1, 2-2-2, 2-2-6c)
- ジミー時田 (1-1-2i, 1-2-8, 2-1-1, 2-2-4, 2-2-5, 2-2-6a, 2-2-6g)
- 寺本圭一 (1-1-2j, 1-2-2, 1-2-3, 2-1-7, 2-1-8, 2-2-6d)
- 大野義夫 (1-1-2c, 1-2-7, 2-1-9, 2-1-10, 2-2-6f)
- 斉藤任弘 (1-1-2a, 1-2-1, 1-2-2, 1-2-3)
- 井上高 (1-1-2g, 1-2-3, 1-2-4)
- 伊藤照子 (1-1-2d, 1-2-6, 2-1-4, 2-1-5)
- 滝道彦 (1-1-2e, 1-2-5)
- 清野太郎 (1-1-2b, 2-1-2, 2-1-3)
- 小坂一也 (1-1-2h, 1-1-6, 1-1-7, 1-2-6, 2-2-6e)
- 山室信一郎 (1-2-9)

コーラス
- Kyoko Hara
- Fumie Kase
- Masako Takahashi

バック・バンド
- 原田実（スティール・ギター, *1-1-8でフィーチャー）
- 住吉尚（ベース）
- 野口武義（エレクトリック・ギター、バンジョー、アレンジャー）
- 宮城久彌（フィドル, *2-2-3でフィーチャー）
- 恩田叔彦 (スティール・ギター, *1-1-5でフィーチャー)
- 柳田六合雄（ピアノ、アレンジャー）
- 山田幸保（スティール・ギター, *2-1-6でフィーチャー）
- 石田新太郎（スティール・ギター）
- 谷岡寿夫（フィドル）
- 藤本精一（フィドル, *1-1-9でフィーチャー）
- 大森俊雄（スティール・ギター）
- 尾崎孝（スティール・ギター）
- 沼野勉 (エレクトリック・ギター, *1-1-8)
- 市川郁夫（ドラムス）
- 熊坂明（ピアノ）
- 長芝正治（ドラムス）
- 三浦幸英（エレクトリック・ベース、ベース）
- 村山成生（エレクトリック・ギター）
- 瀬谷福太郎（エレクトリック・ギター）

司会
- 竹中裕史